# Tanhaji
Pour plus de détails, voir Fiche technique et Distribution.
Tanhaji (ताण्हाजी) est un film indien réalisé par Om Raut, sorti en 2020.

## Synopsis
L'histoire du commandant militaire Tanaji Malusare.

## Fiche technique
- Titre : Tanhaji
- Titre original : ताण्हाजी
- Réalisation : Om Raut
- Scénario : Prakash Kapadia et Om Raut
- Musique : Ajay-Atul, Sandeep Shirodkar, Sachet Tandon, Parampara Thakur et Mehul Vyas
- Photographie : Keiko Nakahara
- Montage : Dharmendra Sharma et Chanchlesh Sidar
- Production : Ajay Devgan, Hetvi Karia, Bhushan Kumar et Krishan Kumar
- Société de production : Ajay Devgan Films et T-Series
- Société de distribution : Aanna Films (France)
- Pays :  Inde
- Genre : Biopic, action, drame et historique
- Durée : 135 minutes
- Dates de sortie : 
  -  Inde : 10 janvier 2020
  -  France : 10 janvier 2020

## Distribution
- Ajay Devgan : Tanhaji Malusare

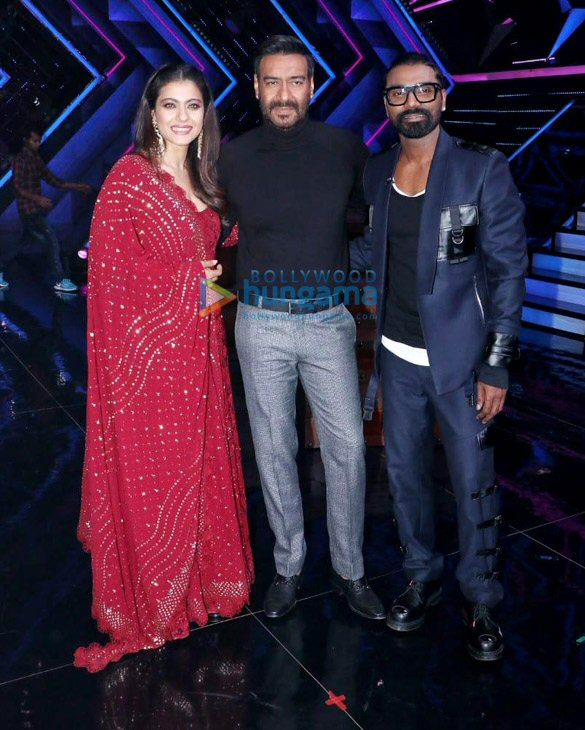
Kajol, Ajay Devgan et Remo D'Souza lors de la promotion du film.

- Saif Ali Khan : Udaybhan Singh Rathod
- Sharad Kelkar : Chhatrapati Shivaji Maharaj
- Kajol : Savitribai Malusare
- Padmavati Rao : Rajmata Jijabai
- Shashank Shende : Shelar Mama
- Neha Sharma : Kamla Devi
- Vipul Gupta : Jagat Singh
- Devdutta Nage : Suryaji Malusare
- Ajinkya Deo : Chandraji Pisal
- Kailash Waghmare : Chultiya
- Luke Kenny : l'empereur Aurangzeb
- Yuri Suri : Jai Singh I
- Aamir Yaseen : Danishmand Khan
- Nissar Khan : Beshak Khan
- Rajveer Ankur Singh : Khaibar Khan
- Jagannath Nivangune : le père de Tanhaji
- Trishla Patel : la mère de Tanhaji
- Bhagyashree Nhalve : la femme de Suryaji
- Hardik Sangani : Gondya
- Angad Mhaskar : Pant
- Shivraj Walvekar : Pratap Rao
- Nikhat Khan : la mère d'Uday Bhan
- Arush Nand : Raiba
- Antima Sharma : la mère de Gidya / Nafeesa
- Elakshi A Gupta : Soyarabai
- Niranjan Jadhao : Trimbak Rao
- Prasanna Ketkar : Ghersarnaik
- Ramchandran Singh : Raja Kaka
- Harsh Sharma : Taanaji jeune
- Devendra Gaikwad : Mal Patil / le beau-père de Raiba
- Myrah Dandekar : la femme de Raiba
- Ramazan Bulut : le roi iranien
- Tufail Khan : Munawar Khan
- Mridul Kumar Sinha : Noor Khan Baig
- Sandeep Juwatkar : Gujar
- Dhananjay Singh : l'espion d'Udaybhan
- Ajay Kumar Nain : Rajput Vakil
- Dhairya Gholap : Shiru Bhau

## Distinctions
Le film a été nommé pour treize Filmfare Awards et en a remporté quatre : meilleur réalisateur, meilleur second rôle masculin pour Saif Ali Khan, meilleure action et meilleurs effets spéciaux.